# 龙岩广播电视台
龙岩广播电视台是中华人民共和国福建省龙岩市的市级广播电视台。

## 旗下频道

### 电视频道
龙岩电视台成立于1989年9月，1989年10月1日试播，1992年12月31日正式开播，2001年7月1日龙岩有线电视台（成立于1991年1月1日，原为县级龙岩市及新罗区的电视台，1998年1月1日改为地级龙岩市的有线电视台）并入。目前有2个频道，全天各播出17个小时。

#### 现有频道
| 頻道名稱     | 语言          | 广播格式                         | 啟播時間                                   | 频道前身                                                             | 備註                                                                               | 備註 |
| 新闻综合频道 | 普通話 客家話 | 标清: 576i 16:9 高清: 1080i 16:9 | 标清：1989年10月1日 高标清同播：2018年12月 | 龙岩电视台（主频） 龙岩电视台综合频道                                | 龙岩市第一個無線電視頻道，現時以新聞、時事、專題類節目為主                         |      |
| 公共频道     | 普通話        | 标清: 576i 16:9 高清: 1080i 16:9 | 标清：1991年1月1日 高标清同播：2018年12月  | 龙岩有线电视台（主频） 龙岩有线电视台综合频道 龙岩电视台社会生活频道 | 龙岩市第一個有線電視頻道，为主要播出龙岩下辖各县（市、区）电视节目的政策性電視頻道 |      |

#### 停播频道
| 頻道名稱     | 语言   | 广播格式 | 啟播時間     | 频道前身                   | 備註                                                           | 備註 |
| 经济信息频道 | 普通話 | 576i 4:3 | 1994年1月1日 | 龙岩有线电视台经济信息频道 | 2002年7月1日改为新罗区广播电视站（今新罗区融媒体中心）电视频道 |      |

### 广播频率
龙岩人民广播电台成立于1992年12月31日，初名闽西人民广播电台，1998年1月1日龙岩人民广播电台（成立于1989年1月1日，为县级龙岩市及新罗区的广播电台）并入后更为现名。目前有2个频率。
| 頻道名稱 | 语言   | 频道频率     | 啟播時間       | 频道前身         | 備註                                                         |
| 综合广播 | 普通話 | FM92.5 FM106 | 1992年12月31日 | 闽西人民广播电台 | 以新聞為主，集新聞性、公益性、服務性、監督性為一體的綜合頻率 |
| 旅游广播 | 普通話 | FM94.6       | 1989年1月1日   | 龙岩人民广播电台 | 主要为游客服务的频率，提供旅游宣传节目                       |

## 节目
- 纪录片《大陆阿里山》（与台湾龙阁传媒联合拍摄）[7]